# Суха Чаплина
Суха Чаплина, Суха Чаплинка — річка у Синельниківському районі Дніпропетровської області. Ліва притока Самари (басейн Дніпра).

## Опис
Довжина річки 28  км., похил річки — 2,9 м/км. Площа басейну 134 км². Пригирлова частина річки зникла.

## Розташування
Бере початок у селі Шевченкове. Тече переважно на північний схід через Дубовики, Медичне, Бровки і у Дмитрівцівпадала у річку Самару, ліву притоку Дніпра.